# Shinya Mawatari
Shinya Mawatari (馬渡伸弥, Shinya Mawatari), né le 25 juin 1994 à Higashimurayama, est un coureur cycliste japonais.

## Palmarès et classements mondiaux

### Palmarès
- 2017
  - 3e du JBCF Hiroshima Day2